# Sinje Irslinger
Sinje Irslinger (* 30. Januar 1996 in Köln) ist eine deutsche Schauspielerin.

## Leben
Irslinger ist die Tochter einer Maskenbildnerin und eines TV-Journalisten. Sie lebt in Köln und besuchte dort die Kaiserin-Augusta-Schule am Georgsplatz, wo sie 2014 ihr Abitur machte. Bereits während ihrer Schulzeit sammelte sie erste Schauspielerfahrungen, als sie 2010 bis 2011 Aufbau-, Grund- und Inszenierungskurse am Comedia Theater in Köln absolvierte. Zum Abschluss der Kurse schrieb sie mit zwölf weiteren Jugendlichen das Theaterstück You may say I’m a dreamer. Bei der Aufführung des Stückes wurde Irslinger von einer Schauspielagentin entdeckt. Bald darauf stand sie für den Kurzfilm Guck woanders hin erstmals vor der Kamera.
Für ihre Rolle in Es ist alles in Ordnung wurde sie beim Deutschen Fernsehpreis 2014 mit dem Förderpreis ausgezeichnet.

## Filmografie (Auswahl)
- 2011: Guck Woanders hin
- 2012: Palim Palim (Kurzfilm)
- 2013: Es ist alles in Ordnung
- 2013: Zum Geburtstag – Geschenkt ist geschenkt...
- 2014: Einmal Bauernhof und zurück
- 2014: Die kalte Wahrheit
- 2016: Liebe am Fjord – Das Alter der Erde
- 2015–2017: Armans Geheimnis (Fernsehserie, 26 Folgen)
- 2015: Freundinnen – Alle für eine
- 2016–2017: Der Lehrer (Fernsehserie, 9 Folgen)
- 2016: Tatort: Hundstage
- 2016–2019, 2021: SOKO Leipzig (Fernsehserie, 16 Folgen)
- 2017: Eltern allein zu Haus – Die Winters
- 2017: Praxis mit Meerblick – Willkommen auf Rügen
- 2018: Letzte Spur Berlin – Liebesverrat
- 2018: Falk (Fernsehserie, 6 Folgen)
- 2018: Das schönste Mädchen der Welt
- 2018: Die Bergretter – Das Glück ist ein Schmetterling
- 2018: Stubbe – Tod auf der Insel
- 2018: Hubert und Staller – Eine schöne Bescherung
- 2019: SOKO München – Recht und Gerechtigkeit
- 2019: Bettys Diagnose – Der richtige Riecher
- 2020: Breaking Even (Fernsehserie, 6 Folgen)
- 2020: Gott, du kannst ein Arsch sein!
- 2021: Faking Hitler (Fernsehserie, 6 Folgen)
- 2021: SOKO Hamburg – Bronze, Silber, Tod
- 2022: SOKO Köln – Nie mehr allein
- 2023: Da hilft nur beten!
- 2023: Get Up
- 2023: Kommissarin Lucas – Helden wie wir
- 2023: Wilsberg: Wut und Totschlag
- 2024: Die Chefin – Fremdbestimmt
- 2024: Alle Jahre wieder (Fernsehfilm)
- 2024: Tatort: Colonius
- 2025: Der Staatsanwalt – Zu allem entschlossen

## Auszeichnungen
- 2014: Förderpreis Deutscher Fernsehpreis
- 2014: Nachwuchsförderpreis der Deutschen Akademie für Fernsehen